# Sophie Gail

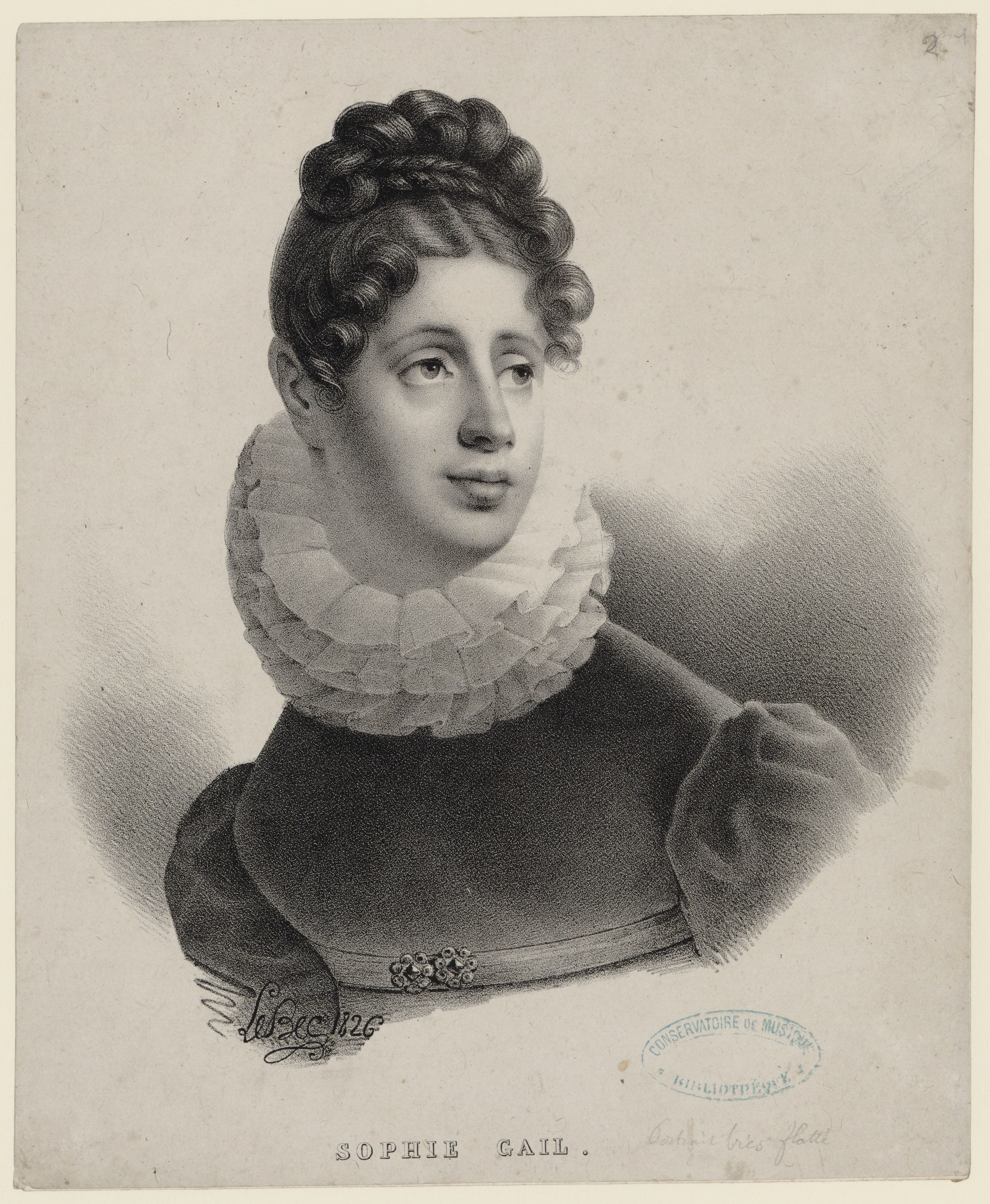
Eugène Isabey: Sophie Gail, 1826

Sophie Gail, geb. Edmée Sophie Garre (* 28. August 1775 in Paris; † 24. Juli 1819 ebenda) war eine französische Opernsängerin (Mezzosopran), Komponistin und Schriftstellerin.

## Leben
1790 erschienen ihre ersten komponierten Lieder. Im Alter von 18 Jahren heiratete Sophie Garre den Philologen Jean Baptiste Gail, doch das Paar trennte sich bereits nach wenigen Jahren. Sophie Gail studierte Gesang bei Bernardo Mengozzi und tourte erfolgreich durch Südfrankreich und Spanien. Außerdem studierte sie Musiktheorie u. a. bei François-Joseph Fétis. Sie komponierte mehrere Lieder und Romanzen sowie einaktige Opern im Genre der Opéra-Comique. Sie tourte als Sängerin 1816 in London sowie 1818 durch Deutschland und Österreich zusammen mit Angelica Catalani.
Ihr Sohn Jean François Gail (1795–1845) wurde Komponist und Musikkritiker.

## Werke (Auswahl)
Opern
- Les deux jaloux (1813)
- Mademoiselle de Launay à la Bastille (1813)
- Angéla, ou l’atelier de Jean Cousin, in Zusammenarbeit mit François-Adrien Boieldieu (1814)
- La méprise (1814)
- La sérénade, in Zusammenarbeit mit Manuel García (1818)

Lieder
- Celui qui sut toucher mon coeur